# Яковка (Ивано-Франковская область)
Я́ковка (укр. Яківка) — село в Обертинской поселковой общине Ивано-Франковского района Ивано-Франковской области Украины.

## География
Село расположено южнее посёлка городского типа Обертин, на реке Черняве, притоке Прута. В Яковке в Черняву впадает правый приток — речка Руда.
Село занимает площадь 11,726 км².

## История
Село основано в 1673 году.
В 1946 году указом ПВС УССР село Якубовка переименовано в Яковку.
На территории села в советское время построен колхоз «Новая жизнь»
В 2022 году село посетил митрополит Ивано-Франковский Андрей (Абрамчук) взял участие в храмовом празднике и освятил часовню. Также в село приехал епископ Коломыйский и викарий Ивано-Франковский Павел (Мысак) и декан Тлумацкого деканата Василий Стадник.

## Население
Население Яковки по переписи 2001 года составляло 1480 человек.

## Религия
До 1946 г. село полностью было униатским. После Львовского собора начался рост православия. В 1990-е годы сооружен новый храм УГКЦ. Первым настоятелем стал о. Владимир Дячук, сейчас на приходе работает о. Виталий Павлюк
В селе похоронен Михаил Халабарчук, на похороне присутствовал епископ Василий (Ивасюк)
Православная община собирается в храме Рождества Пресвятой Богородицы. Настоятели: о. Петр Кузьмин

## Известные люди
- Андрей (Абрамчук) — управляющий Ивано-Франковской епархии ПЦУ освятил часовню в селе 2022 г.
- Павел (Мысак) — управляющий Коломыйский епархии, викарий Ивано-Франковский ПЦУ сослужил митрополиту
- Василий (Ивасюк) — епископ Коломыйский УГКЦ возглавил похоронную службу о. Михаила Халабарчука[5]

## Памятки
- Церковь Рождества Пресвятой Богородицы 1824 г. (УГКЦ, РПЦ, УАПЦ, ПЦУ)
- Церковь Рождества Пресвятой Богородицы 1990-е годы. УГКЦ